# Torneo Interbritannico 1976
Il Torneo Interbritannico 1976 fu l'ottantesima edizione del torneo di calcio conteso tra le Home Nations dell'arcipelago britannico. La competizione fu vinta dalla Scozia. 

## Risultati
| Data           | Luogo   | Squadra 1   | Risultato | Squadra 2        |
| -------------- | ------- | ----------- | --------- | ---------------- |
| 6 maggio 1976  | Glasgow | Scozia      | 3 - 1     | Galles           |
| 8 maggio 1976  | Wrexham | Galles      | 0 - 1     | Inghilterra      |
| 8 maggio 1976  | Glasgow | Scozia      | 3 - 0     | Irlanda del Nord |
| 11 maggio 1976 | Londra  | Inghilterra | 4 - 0     | Irlanda del Nord |
| 14 maggio 1976 | Swansea | Galles      | 1 - 0     | Irlanda del Nord |
| 15 maggio 1976 | Glasgow | Scozia      | 2 - 1     | Inghilterra      |

## Classifica
| Pos | Squadra          | Pti | G | V | N | P | GF | GS |
| --- | ---------------- | --- | - | - | - | - | -- | -- |
| 1   | Scozia           | 6   | 3 | 3 | 0 | 0 | 8  | 2  |
| 2   | Inghilterra      | 4   | 3 | 2 | 0 | 1 | 6  | 2  |
| 3   | Galles           | 2   | 3 | 1 | 0 | 2 | 2  | 4  |
| 4   | Irlanda del Nord | 0   | 3 | 0 | 0 | 3 | 0  | 8  |

## Vincitore
| Campione 1976 Scozia |